# Towarzystwo Przemysłu Chemiczno-Farmaceutyczne d. Magister Klawe

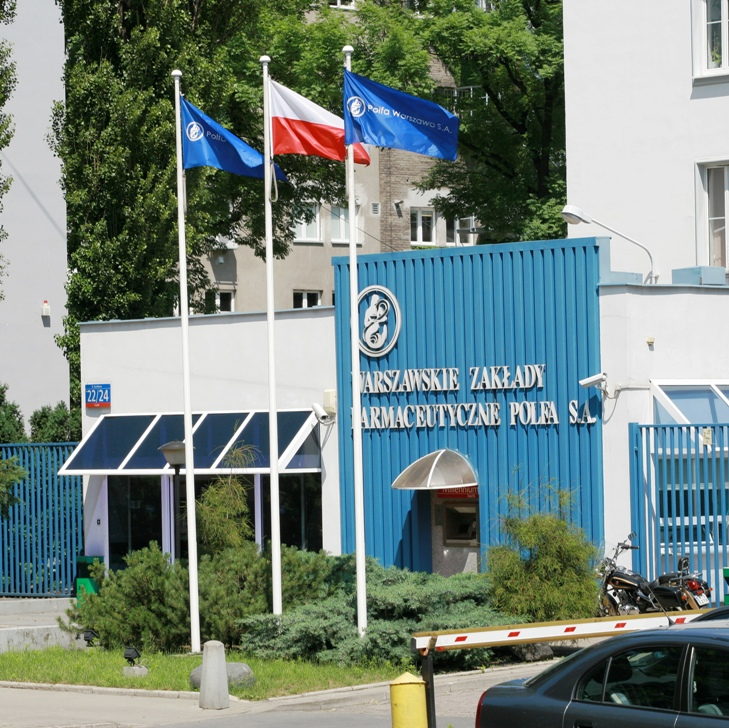
Eingangsbereich der Polfa Warszawa S.A. dem Nachfolgeunternehmen der Magister Klawe-Werke

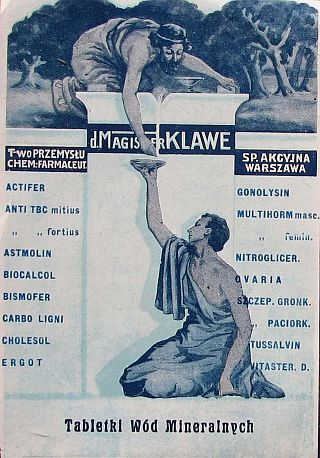
Werbung für Klawe-Produkte.

Die Towarzystwo Przemysłu Chemiczno-Farmaceutycznego d. Magister Klawe S.A. (eigentlich mit Zusatz: Warszawa; vormals: Magister Klawe; deutsch: Gesellschaft für chemisch-pharmazeutische Industrie vormals Magister Klawe A.-G., Warschau oder auch: Fabrik pharmazeutischer und Serumpräparate Magister Klawe) war ein bedeutendes polnisches Pharma-Unternehmen in der Zwischenkriegszeit mit Sitz in Warschau.

## Geschichte
Stanisław Adolf Klawe (6. November 1877 in Warschau – 19. Januar 1955 in Warschau), Urenkel eines deutschen Einwanderers, hatte im Jahr 1906 von seinem Vater Henryk Klawe eine Apotheke mit Labor am damaligen Plac Św. Aleksandra 10 (dem heutigen Plac Trzech Krzyży) in Warschau übernommen. Hier begann der junge Klawe mit der Massenproduktion von Arzneimitteln wie Destrin sowie von Impfmitteln gegen Cholera, Typhus und Pocken. Zu den Spezialitäten des Labors gehörte auch die Herstellung von Milchpulver (als „Mąka Mleczna“ = Milchmehl bezeichnet) sowie eines Sirups mit Eisenoxid unter der Marke „Homogen Klawe“. Während des Ersten Weltkriegs wurden auch Immunseren und Verbandsmaterial hergestellt. Nach dem Erwerb von Fabrikgebäuden in der ul. Karolkowa 22/24 verlagerte Klawe die Produktion in die entsprechend umgebauten Hallen. Die Apotheke gab er auf. Das aus dem Laborbetrieb entstandene Unternehmen firmierte nun unter Towarzystwo Przemysłu Chemiczno-Farmaceutycznego d. Mgr Klawe.
Nach mehrfachen Erweiterungen des Programms und der Fabrik wurden 1939 bereits 53 Präparate aus eigenen Syntheseprodukten hergestellt. Daneben entstanden 73 Arzneimittel und diverse biologische Tinkturen, Brausetabletten, Organpräparate, Mineralsalze, Plasmen, Veterinärimpfstoffe, Injektionsflüssigkeiten, Catgutfäden sowie Chemieerzeugnisse. Ab 1940 wurde auch Insulin produziert. Rohstoffe wurden teilweise auf den familieneigenen Gütern in Drwalew und Lasopole hergestellt.
Die Erzeugnisse des Unternehmens wurden in mehrere europäische Länder, außerdem nach Kanada und in den Nahen Osten exportiert. Um 1939 waren in Warschau 500–600 Mitarbeiter beschäftigt. Das Unternehmen gab drei eigene, monatlich erscheinende Fachzeitschriften heraus: „Medycyna Współczesna“, „Medycyna Weterynaryjna“ und „Farmacja“. Nach der Besetzung Warschaus durch deutsche Truppen im Zweiten Weltkrieg wurde das Unternehmen unter deutsche Verwaltung gestellt und firmierte in Asid Serum Institut AG Dessau, Abteilung Warschau, Karolkowastrasse 22/24. Nach Kriegsende begann Stanisław Klawe mit dem Wiederaufbau seiner Fabrik, die jedoch 1946 vom polnischen Industrieministerium enteignet, verstaatlicht und in Zakłady Przemysłu Chemiczno-Farmaceutycznego Polfa umfirmiert wurde. Später hieß das Unternehmen Warszawskie Zakłady Farmaceutyczne Polfa. Nach der Privatisierung im Jahr 2012 wurde die Polpharma S.A.-Unternehmensgruppe von Jerzy Starak Eigentümer der Fabrik, die seitdem als Polfa Warszawa S.A. firmiert.